# Linia kolejowa Nossen – Moldava v Krušných horách
Linia kolejowa Nossen – Moldava v Krušných horách – lokalna linia kolejowa w Niemczech, w kraju związkowym Saksonia, która pierwotnie była wybudowana i eksploatowane w ramach ponadregionalnego połączenia Środkowej Saksonii z Pragą przez Leipzig-Dresdner Eisenbahn-Compagnie (LDE). W użyciu jest dziś tylko część trasy między Nossen przez Freiberg do Holzhau. Dalsza część linii do czeskiej Moldavy (Wełtawa) jest wycofana z eksploatacji.

## Przypisy

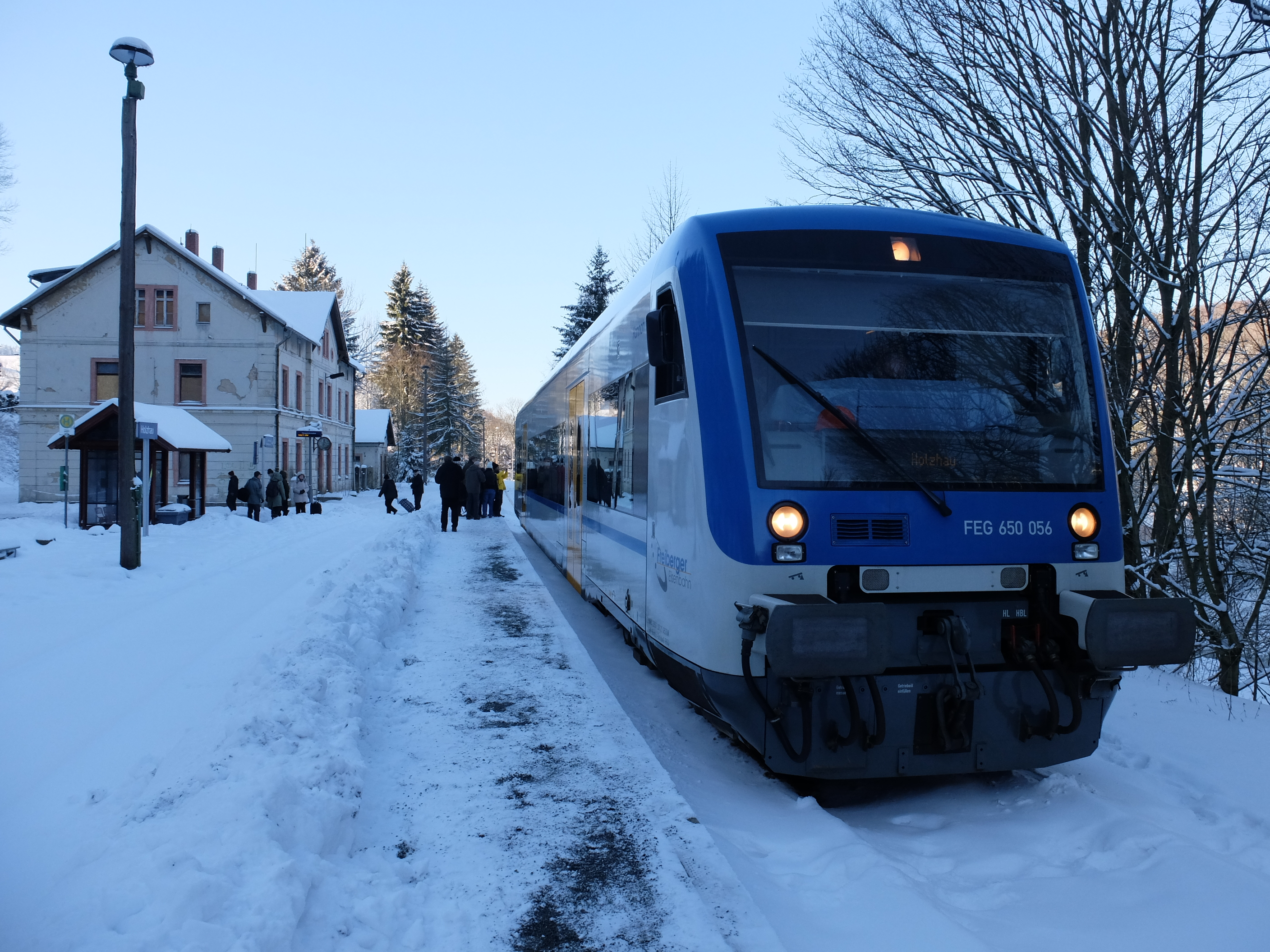
Stacja Holzhau